# Fabián Ramírez (deportista)
Rodolfo Fabián Ramírez, conocido deportivamente como Fabián Ramírez (Santa Fe, 3 de enero de 1977) es un judoka argentino destacado por haber ganado la medalla de plata en los Juegos Paralímpicos de Atlanta 1996 y la medalla de bronce en los Juegos Paralímpicos de Pekín 2008. Ramírez integró la delegación argentina en cinco Juegos Paralímpicos: Atlanta 1996, Atenas 2004, Pekín 2008, Londres 2012 y Río de Janeiro 2016.
Por sus logros deportivos fue becado por el ENARD y reconocido en Argentina como Maestro del Deporte (Ley 25962).

## Carrera deportiva

### Juegos Paralímpicos de Atlanta 1996
Fabián Ramírez compitió en un solo evento de judo, ganando la medalla de plata en la categoría de menos de 78 kilos.

#### Medalla de plata en judo
Se trató de la primera presentación argentina en un evento paralímpico de judo. En octavos de final, Ramírez venció por ippon al italiano Michele Rosso. En cuartos de final venció por yuko al alemán Thomas Dahmen. En semifinal venció nuevamente por ippon al español Eugenio Santana. En la final Ramírez debió enfrentar al británico Simon Jackson, ganador de la medalla de oro en los dos juegos paralímpicos anteriores, siendo vencido por ippon.
| Judo Varones Hasta 78 kg Participantes: 13 | Judo Varones Hasta 78 kg Participantes: 13 | Judo Varones Hasta 78 kg Participantes: 13 | Judo Varones Hasta 78 kg Participantes: 13 |
|                                            | Atleta                                     | País                                       |                                            |
| ------------------------------------------ | ------------------------------------------ | ------------------------------------------ | ------------------------------------------ |
| 1                                          | Simon Jackson                              | Reino Unido                                |                                            |
| 2                                          | Fabián Ramírez                             | Argentina                                  |                                            |
| 3                                          | Eugenio Santana                            | España                                     |                                            |
| 3                                          | Jonas Stoskus                              | Lituania                                   |                                            |
| Fuente: IPC.                               |                                            |                                            |                                            |

### Juegos Paralímpicos de Pekín 2008
El equipo argentino de judo obtuvo dos medallas de bronce en Pekín 2008. 

#### Medalla de bronce en judo
Fabián Ramírez venció en cuartos de final venció al iraní Mousa Pourabbas por un waza-ari. En semifinal perdió por ippon ante el mexicano Eduardo Ávila quien resultaría luego ganador de la medalla de oro. Ramírez debió enfrentar un repechaje que le permitiera acceder a la medalla de bronce, enfrentando en el mismo al alemán Matthias Krieger, venciéndolo por ippon en el segundo 51 del combate.
| Judo Varones Hasta 73 kilos Participantes: 12 | Judo Varones Hasta 73 kilos Participantes: 12 | Judo Varones Hasta 73 kilos Participantes: 12 | Judo Varones Hasta 73 kilos Participantes: 12 | Judo Varones Hasta 73 kilos Participantes: 12 | Judo Varones Hasta 73 kilos Participantes: 12 |
|                                               | Atleta                                        | País                                          |                                               |                                               |                                               |
| --------------------------------------------- | --------------------------------------------- | --------------------------------------------- | --------------------------------------------- | --------------------------------------------- | --------------------------------------------- |
| 1                                             | Eduardo Ávila                                 | México                                        |                                               |                                               |                                               |
| 2                                             | Zhilin Xu                                     | China                                         |                                               |                                               |                                               |
| 3                                             | Fabián Ramírez                                | Argentina                                     |                                               |                                               |                                               |
| 3                                             | Sergii Sydorenko                              | Ucrania                                       |                                               |                                               |                                               |
| Fuente: IPC.                                  |                                               |                                               |                                               |                                               |                                               |

### Otros resultados
Fabián Ramírez obtuvo también la medalla de oro en el Campeonato Panamericano de Ciegos de 1995, y la medalla de bronce en los Juegos Parapanamericanos de 1999 (Colorado Springs), 2007 (Río de Janeiro), 2011 (Guadalajara) y 2015 (Toronto).